# Hypoplectrodes
Hypoplectrodes – rodzaj ryb okoniokształtnych z rodziny strzępielowatych.

## Klasyfikacja
Gatunki zaliczane do tego rodzaju:

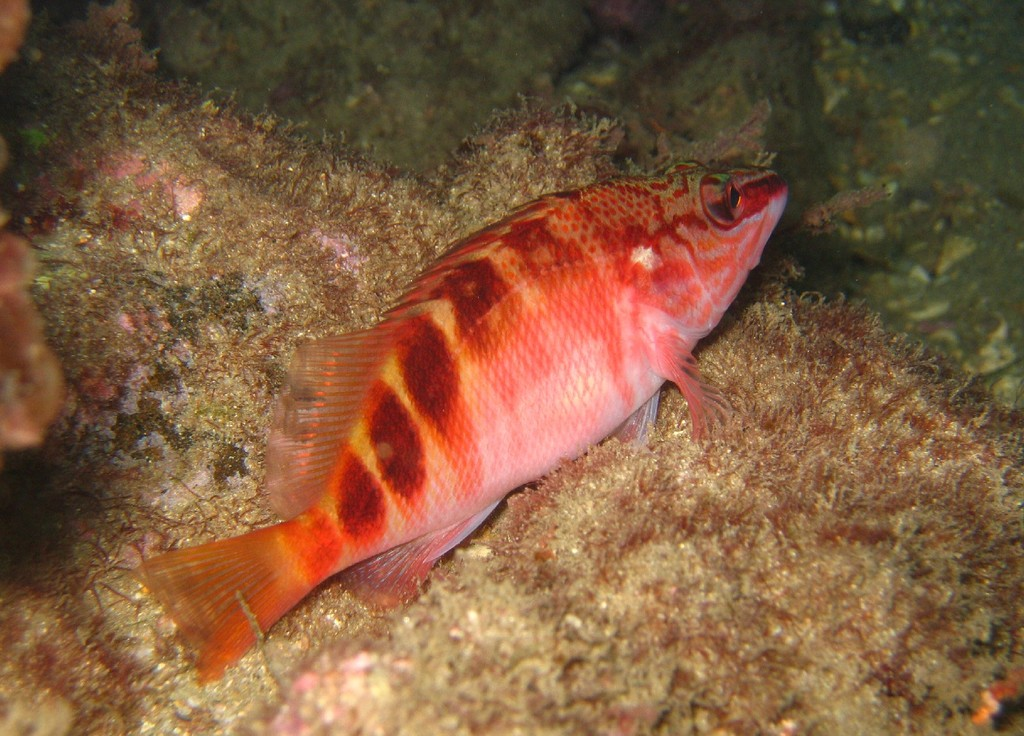
Hypoplectrodes annulatus
- Hypoplectrodes cardinalis
- Hypoplectrodes huntii
- Hypoplectrodes jamesoni
- Hypoplectrodes maccullochi
- Hypoplectrodes nigroruber
- Hypoplectrodes semicinctum
- Hypoplectrodes wilsoni

- Hypoplectrodes maccullochi